# 1985년 토론토 국제 영화제
제10회 토론토 국제 영화제는 1985년 9월 5일에 열린 시상식이다.

## 수상 및 후보

### 관객상
- 오피셜 스토리 - 루이스 푸엔조 수상

### FIPRESCI-상
- 12살의 작은 추억 - 샌디 윌슨 수상
- No Surrender - Peter Smith 수상